# Antoinette Guedia Mouafo
Antoinette Joyce Guedia Mouafo (sinh ngày 21 tháng 10 năm 1995)  là một vận động viên bơi lội người Cameroon.
Cô bắt đầu bơi vào năm 2003, khi 8 tuổi và trở thành nhà vô địch quốc gia ở nội dung bơi ếch 100 mét nữ năm 2006.
Guedia đại diện cho Cameroon tại Thế vận hội Mùa hè 2008 ở Bắc Kinh, và, ở tuổi 12, là vận động viên trẻ nhất của bất kỳ quốc tịch nào tại Thế vận hội. Thi đấu ở môn tự do 50 mét, cô đã hoàn thành thứ tư trong sức nóng của mình với thời gian 33,59 giây. Cô đã được đào tạo trong một hồ bơi dài 22 mét trong một khách sạn ở Cameroon.
Cô đã tham gia cuộc thi tự do 50m nữ tại Thế vận hội Mùa hè 2012 ở London, kết thúc với thời gian 29,28 giây ở vị trí thứ 53 trong các trận nóng.